# Scrupocellaria ferox
Scrupocellaria ferox är en mossdjursart som beskrevs av Busk 1852. Scrupocellaria ferox ingår i släktet Scrupocellaria och familjen Candidae. Inga underarter finns listade i Catalogue of Life.